# Cotton Bowl Classic 2020
Match précédent Match suivant
Le Cotton Bowl Classic 2020 est un match de football américain de niveau universitaire joué après la saison régulière de 2020, le 30 décembre 2020 au AT&T Stadium d'Arlington, dans l'État du Texas aux États-Unis. 
Il s'agit de la 85e édition du Cotton Bowl Classic.
Le match met en présence l'équipe des Gators de la Floride issue de la Southeastern Conference et l'équipe des Sooners de l'Oklahoma issue de la Big 12 Conference. Il a débuté à 19 h 10 locales et a été retransmis à la télévision par ESPN.
Sponsorisé par la société Goodyear Tire and Rubber Company, le match est officiellement dénommé le 2020 Goodyear Cotton Bowl Classic. 
Oklahoma gagne le match sur le score de 55 à 20.

## Présentation du match
| Équipes                                                              | Conférences | Entraîneurs        | Bilan avant bowl | Classements avant le bowl | Classements avant le bowl | Classements avant le bowl |
| -------------------------------------------------------------------- | ----------- | ------------------ | ---------------- | ------------------------- | ------------------------- | ------------------------- |
| Équipes                                                              | Conférences | Entraîneurs        | Bilan avant bowl | CFP                       | AP                        | Coaches                   |
| Gators de la Floride                                                 | SEC         | Dan Mullen (en)    | 8 - 3            | no 7                      | no 10                     | no 10                     |
| Sooners de l'Oklahoma                                                | B12         | Lincoln Riley (en) | 8 - 2            | no 6                      | no 8                      | no 7                      |
| - Équipe donnée favorite par les bookmakers : Oklahoma par 8½ points |             |                    |                  |                           |                           |                           |

Il s'agit de la 2e rencontre entre ces deux équipes lesquelles ont été désignées pour participer au bowl par le comité du College Football Playoff :
| Saison | Date           | Vainqueur | Score   | Perdant  | Compétition                         |
| ------ | -------------- | --------- | ------- | -------- | ----------------------------------- |
| 2008   | 8 janvier 2009 | Florida   | 24 - 14 | Oklahoma | BCS National Championship Game 2009 |

Plusieurs joueurs ont décidé de ne pas participer au match préférant se réserver pour préparer la draft 2021 de la NFL. Trois wide receivers des Gators en faisaient partie : Trevon Grimes (en), Kyle Pitts et Kadarius Toney.

### Gators de la Floride
Avec un bilan global en saison régulière de 8 victoires et 2 défaites (8-2 en matchs de conférence), Florida est éligible et accepte l'invitation pour participer au Cotton Bowl Classic de 2020.
Ils terminent 1er de la East Division de la Southeastern Conference mais perdent 52 à 46 la finale de conférence jouée contre Alabama.
À l'issue de la saison 2020 (bowl non compris), ils seront classés no 7 au classement du CFP, no 10 à l'AP et au Coaches.
À  l'issue de la saison 2020 (bowl compris), ils seront classés no 13 au classement AP et no 12 au classement Coaches, le classement CFP n'étant pas republié après les bowls.
C'est leur première apparition au Cotton Bowl Classic.

### Sooners de l'Oklahoma
Avec un bilan global en saison régulière de 7 victoires et 2 défaites (7-2 en matchs de conférence), Oklahoma est éligible et accepte l'invitation pour participer au Cotton Bowl Classic de 2020.
Ils terminent 2e de la Big 12 Conference derrière #9 Iowa State.
À l'issue de la saison 2020 (bowl non compris), ils seront classés no 6 au classement du CFP,no 8 à l'AP et no 7 au Coaches.
À  l'issue de la saison 2020 (bowl compris), ils seront classés no 6 aux classements de AP et Coaches, le classement CFP n'étant pas republié après les bowls.
C'est leur 3e participation au Cotton Bowl Classic :
| Saisons | Dates            | Vainqueurs     | Scores  | Finalistes     | Bilan     |
| ------- | ---------------- | -------------- | ------- | -------------- | --------- |
| 2001    | 1er janvier 2002 | no 10 Oklahoma | 10 - 03 | Arkansas       | V : 1 - 0 |
| 2012    | 4 janvier 2013   | no 9 Texas A&M | 41 - 13 | no 11 Oklahoma | D : 1 - 1 |